# Limnophila referta
Limnophila referta là một loài ruồi trong họ Limoniidae. Chúng phân bố ở miền Australasia.